# Црница (река)
Црница је река у централној Србији, десна притока Велике Мораве Извире у Сисевачком басену на западној страни Кучаја. Протиче кроз Давидовачки флувијални басен, клисуре у кречњаку и габру, затим кроз Параћин и западно од њега утиче у Велику Мораву. Дугачка је 28 km, а површина слива је 300 km². Средњи проток реке је 2,5 m³/s. Слив добија годишње просечно 630 mm падавина. Међу притокама највећа јој је Грза, која такође извире у Кучају и чини леви крак Црнице, скоро исте јачине. Изворишни предео (врело у Сисевцу) пошумљен је и насељен. Клисура у кречњацима је дубока и меандарска. Црница тече и поред Поповца (фабрика цемента). Долином Црнице и Грзе води асфалтни пут од Параћина (Поморавља) према Зајечару (долина Тимока).